# Stubičke Toplice
Stubičke Toplice è un comune della Croazia di 2 752 abitanti della regione di Krapina e dello Zagorje.